# Saint-Floret
 Saint-Floret  ist eine französische Gemeinde mit 246 Einwohnern (Stand 1. Januar 2022) im Département Puy-de-Dôme in der Region Auvergne-Rhône-Alpes. Sie gehört zum Arrondissement Issoire und zum Kanton Le Sancy.

## Bevölkerungsentwicklung
| Jahr                       | 1962 | 1968 | 1975 | 1982 | 1990 | 1999 | 2007 |
| Einwohner                  | 243  | 276  | 251  | 219  | 259  | 248  | 266  |
| Quellen: Cassini und INSEE |      |      |      |      |      |      |      |

## Sehenswürdigkeiten
- Mittelalterliche Brücke, die die Couze Pavin überspannt.
- Ruine der Festung (13. Jahrhundert) mit dem Donjon und einem Gebäude mit Tristan-und-Isolde-Fresken (14. Jahrhundert)
- Romanische Kapelle (12. Jahrhundert) mit dem umgebenden Friedhof

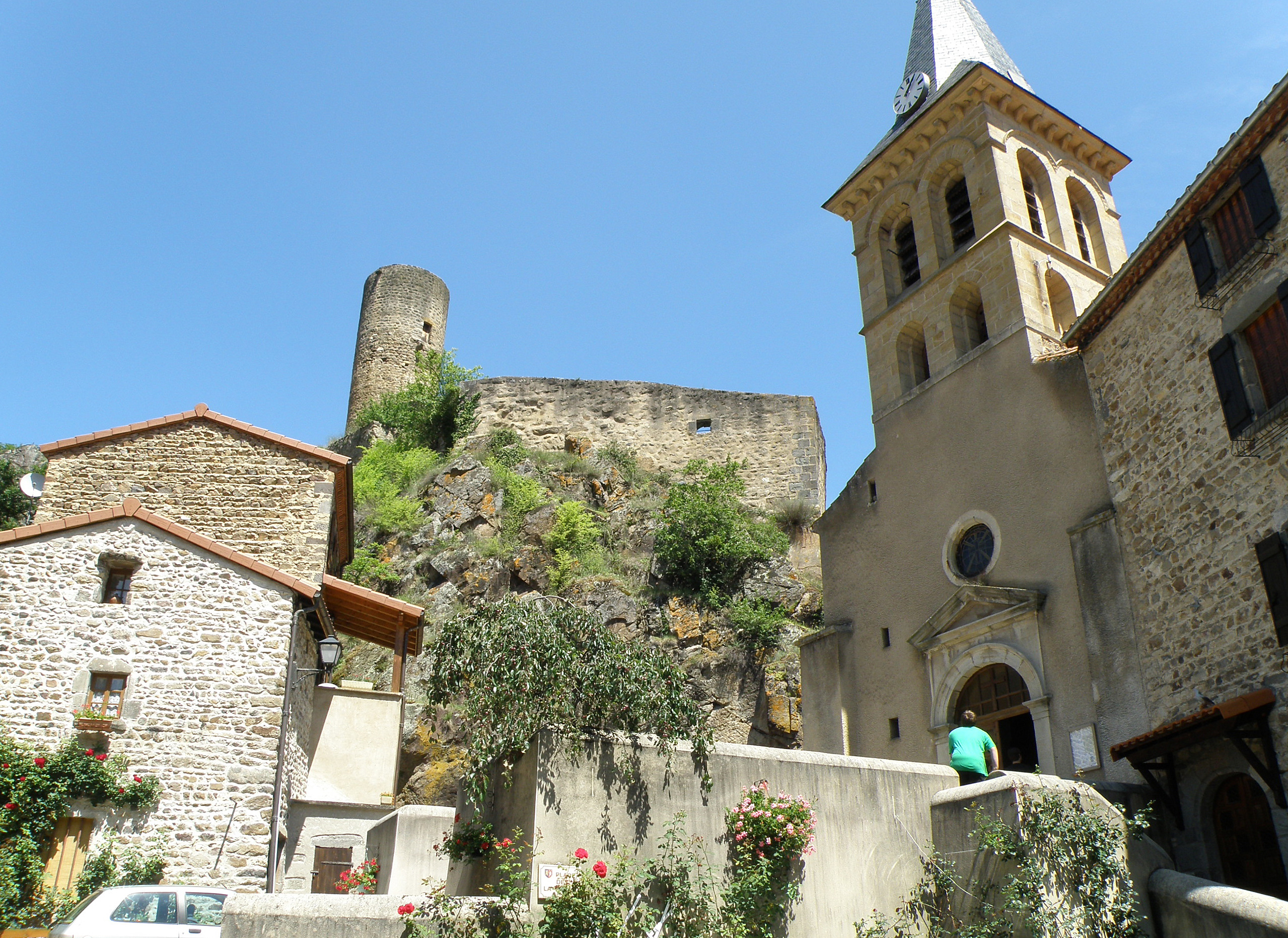
Kirche Saint-Flour
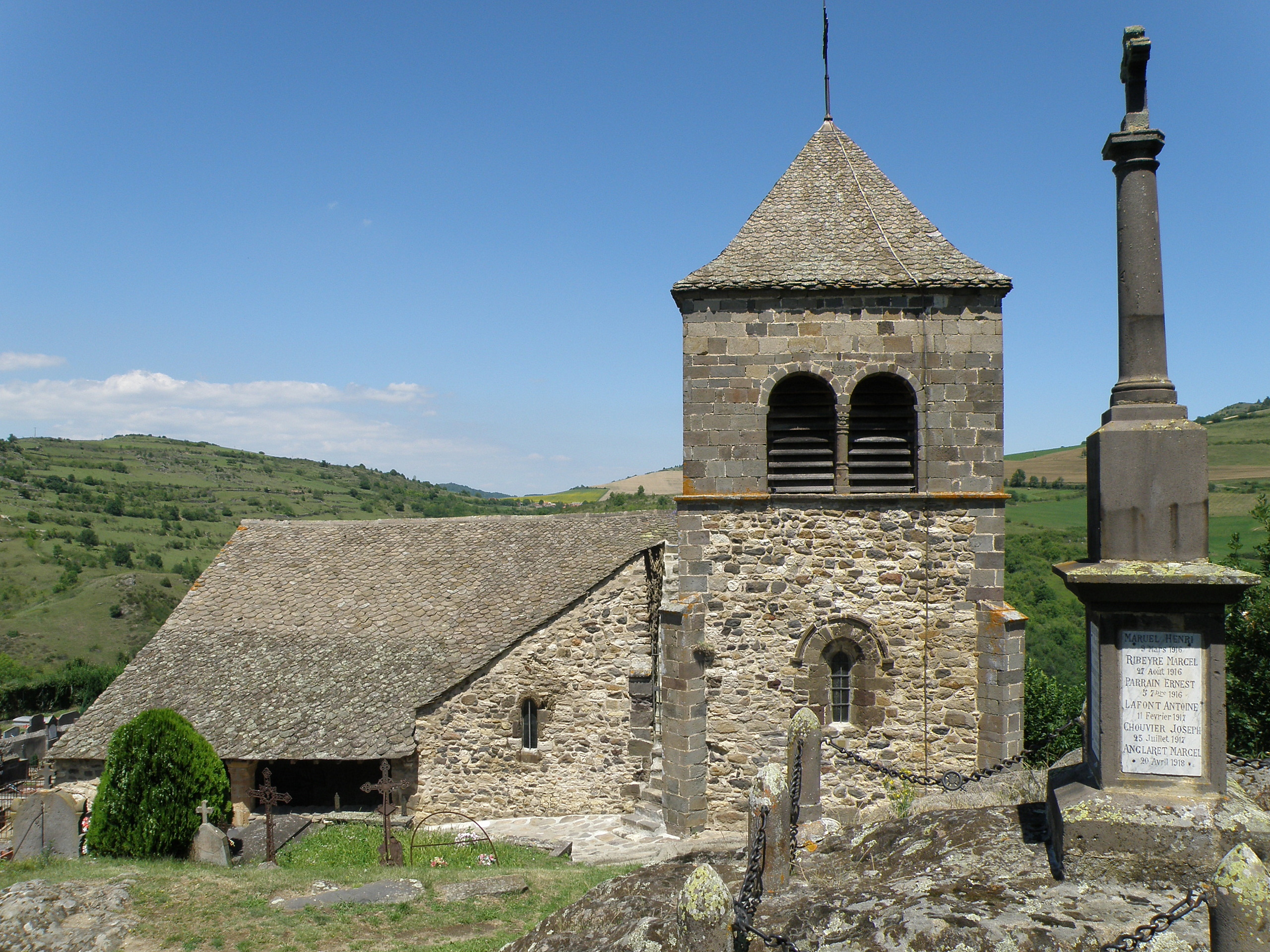
Obere Kirche (Église Haute oder Église du Chastel)